# Râul Merești
Râul Merești este un afluent al râului Homorodul Mic. 

## Hărți
- Harta județului Harghita